# تامي لين مايكلز
تامي لين مايكلز (بالإنجليزية: Tammy Lynn Michaels)‏ هي مدونة وممثلة أمريكية، ولدت في 26 نوفمبر 1974 في لافاييت في الولايات المتحدة.

## وصلات خارجية
- تامي لين مايكلز على موقع IMDb (الإنجليزية)
- تامي لين مايكلز على موقع أول موفي (الإنجليزية)
- تامي لين مايكلز على موقع إن إن دي بي (الإنجليزية)
- تامي لين مايكلز على موقع قاعدة بيانات الفيلم (الإنجليزية)